# Station Września Miasto
Station Września Miasto is een spoorwegstation in de Poolse plaats Września.